# I Want to Forget
I Want to Forget (o The Fires of Redemption) è un film muto del 1918 diretto da James Kirkwood.

## Trama
Prima della guerra, la ballerina Varda Deering aveva lavorato per il Servizio Segreto austriaco. Quando però era diventata cittadina degli Stati Uniti, aveva giurato fedeltà e lealtà al suo nuovo paese. Come danzatrice di successo, Varda è attorniata dagli ammiratori di cui in realtà lei non si cura finché non conosce John Long, un tenente di cui si innamora. Lui, invece, la reputa sola una bella donna, frivola e mondana. Frequentandola, arriva però a riconoscere le sue qualità e comincia a ricambiare l'amore di lei.
Mentre John è via in missione, Varda accetta di collaborare con il servizio segreto americano che la incarica di mettere le mani sopra dei documenti in possesso di von Grossman, un agente che lei aveva conosciuto quando lavorava in Austria. Grossman minaccia di rivelare il passato di Varda se lei non diventerà la sua amante. La ballerina finge di accettare per poter portare a termine la sua missione ma John, ignaro di tutto, la sorprende tra le braccia di quello che lui crede un suo rivale. Accusata di essere una poco di buono, Varda riesce comunque a convincere John ad aiutarla a rubare i documenti. Mentre scappano, l'auto che li insegue va a schiantarsi contro un treno in arrivo. Finalmente, ora Varda ha il tempo per spiegare tutta la storia all'amato che si ricrede su di lei.

## Produzione
Il film fu prodotto dalla Fox Film Corporation.

## Distribuzione
Distribuito dalla Fox Film Corporation e presentato da William Fox, il film uscì nelle sale cinematografiche statunitensi il 15 dicembre 1918.